# Hadrianus (namn)
Hadrianus är ett mansnamn som betyder "från Hadria". Namnet förekommer i flera former: Adrian, Hadrian, Adriano. Den kvinnliga motsvarande namnformen är Adriana.
Namnet har burits av flera personer.

## Personer med namnet

### Romerska kejsare
- Hadrianus

### Påvar
- Hadrianus I
- Hadrianus II
- Hadrianus III
- Hadrianus IV
- Hadrianus V
- Hadrianus VI

### Helgon
- Hadrianus av Canterbury
- Hadrianus av Nicomedia